# Barrage de Nangbéto
Le barrage de Nangbeto est un barrage en remblai sur le fleuve Mono dans la région des Plateaux au Togo. Il est construit entre 1984 et 1987 dans le but de fournir de l'énergie hydroélectrique au Togo et au Bénin ainsi que de créer des pêcheries et de fournir de l'eau pour l'irrigation. Les 5,5 mégawatts sont mis en service en juin 1987. Le projet est financé par la Banque mondiale et la Banque africaine de développement pour un coût total s'élevant à 98,22 millions de dollars.    

## Objectifs et évaluation
| \| 500 km1:7 324 000 \| Nangbéto (1987; 5,5 Mw) |
| 500 km1:7 324 000                               |

| Centrales hydroélectriques existantes                                        |
| Centrales hydroélectriques en projet                                         |
| (1987; 5,5 Mw) Année de mise en service; Capacités installées (en Mégawatts) |

 Les objectifs du barrage sont de satisfaire les besoins à moyen terme du Bénin et du Togo en électricité et de fournir une grande réserve d'eau, à hauteur de 1,7 milliard de mètres cubes.  
La production annuelle atteint plus de 1 000 à 1 500 tonnes de poisson et permet à 43 000 hectares de terres d'être irriguées.   
L'évaluation du projet six ans plus tard a montré que : 
- le projet est achevé dans les délais et dans les limites du budget selon des normes satisfaisantes ;
- le projet est un bon exemple de coopération entre les deux pays ;
- l'objectif de production d'électricité est satisfait, mais le plan de développement du poisson a échoué et le projet d'irrigation s'est déroulé à un rythme plus lent que prévu. Cependant, les premiers résultats de la culture du riz sur les terres irriguées sont encourageants[2].

## Difficultés et perspective
Le barrage de Nangbéto répond à une partie des besoins en électricité du Togo et est sujet à des interruptions d'approvisionnement lorsque le niveau de l'eau est bas, ce qui peut se produire pendant des périodes de plusieurs mois.  
En conséquence, un autre barrage sur le fleuve Mono plus en aval à Adjarra est en cours de construction depuis 2016. Le schéma de production de poisson impliqué dans ce projet et d'autres problèmes environnementaux sont prévus à un stade plus précoce de son développement.